# Підстепненська сільська рада
Підсте́пненська сільська́ ра́да — адміністративно-територіальна одиниця та орган місцевого самоврядування в Олешківському районі Херсонської області. Адміністративний центр — село Підстепне.

## Загальні відомості
- Територія ради: 64,051 км²
- Населення ради: 1 174 особи (станом на 2001 рік)
- Територією ради протікає річка Дніпро

## Населені пункти
Сільській раді підпорядковані населені пункти:
- с. Підстепне
- с. Піщанівка

## Склад ради
Рада складається з 16 депутатів та голови.
- Голова ради: Пашкевич Тетяна Григорівна
- Секретар ради: Страхова Олександра В'ячеславівна

### Керівний склад попередніх скликань
| Прізвище, ім'я, по батькові     | Основні відомості                                                                                    | Дата обрання | Дата звільнення |
| ------------------------------- | --- | ------------ | --------------- |
| Імшеницька Валентина Опанасівна | Сільський голова, 1956 року народження, позапартійна                                                 | 26.03.2006   | 31.10.2010      |
| Філіпов Віктор Григорович       | Сільський голова, 1960 року народження, освіта середня спеціальна, член Комуністичної партії України | 31.10.2010   | 16.12.2012      |
| Пашкевич Тетяна Григорівна      | Сільський голова, 1956 року народження, освіта вища, член Партії регіонів                            | 16.12.2012   |                 |

Примітка: таблиця складена за даними сайту Верховної Ради України

### Депутати
За результатами місцевих виборів 2010 року депутатами ради стали:

#### За суб'єктами висування
| Суб'єкт висування           | Кількість обраних депутатів | %    |
| --------------------------- | --------------------------- | ---- |
| Партія регіонів             | 7                           | 43,8 |
| Самовисування               | 6                           | 37,5 |
| Комуністична партія України | 3                           | 18,8 |

#### За округами
| № округу                    | Прізвище, ім'я, по батькові      | Дата визнання обраним | Освіта             | Партійна приналежність            | Відомості про обраного депутата                         |
| --------------------------- | -------------------------------- | --------------------- | ------------------ | --------------------------------- | ------------------------------------------------------- |
| Комуністична партія України |                                  |                       |                    |                                   |                                                         |
| 2                           | Торпан Сергій Тимофійович        | 01.11.2010            | середня            | член Комуністичної партії України | пенсіонер                                               |
| 9                           | Чайка Микола Васильович          | 01.11.2010            | середня            | позапартійний                     | пенсіонер                                               |
| 15                          | Ковтун Андрій Михайлович         | 01.11.2010            | середня спеціальна | позапартійний                     | пенсіонер                                               |
| Партія регіонів             |                                  |                       |                    |                                   |                                                         |
| 3                           | Іванова Ірина Миколаївна         | 01.11.2010            | середня            | член Партії регіонів              | Піщанівська загальноосвітня школа, охороник             |
| 4                           | Семіняга Олександр Вячеславович  | 01.11.2010            | середня спеціальна | член Партії регіонів              | тимчасово не працює                                     |
| 5                           | Савчук Олександр Іванович        | 01.11.2010            | вища               | позапартійний                     | Підстепненська загальноосвітня школа I-III ст., вчитель |
| 6                           | Соловйова Любов Іванівна         | 01.11.2010            | середня спеціальна | член Партії регіонів              | Піщанівський фельдшерсько-акушерський пункт, фельдшер   |
| 7                           | Логвиновський Василь Григорович  | 01.11.2010            | середня            | член Партії регіонів              | пенсіонер                                               |
| 10                          | Чайка Алік Леонтійович           | 01.11.2010            | середня            | член Партії регіонів              | Пролетарське лісництво, майстер                         |
| 13                          | Страхова Олександра Вячеславівна | 01.11.2010            | вища               | член Партії регіонів              | Підстепненська сільська рада, секретар                  |
| Самовисування               |                                  |                       |                    |                                   |                                                         |
| 1                           | Савчук Тетяна Василівна          | 01.11.2010            | вища               | позапартійна                      | Залізнична станція Олешки, чергова по відправленням     |
| 8                           | Ковтун Олена Федорівна           | 01.11.2010            | вища               | позапартійна                      | Піщанівська бібліотека, бібліотеках                     |
| 11                          | Перерва Володимир Іванович       | 15.11.2010            | середня спеціальна | позапартійний                     | тимчасово не працює                                     |
| 12                          | Сидоренко Володимир Андрійович   | 16.01.2011            | вища               | позапартійний                     | пенсіонер                                               |
| 14                          | Єгорова Вікторія Іванівна        | 01.11.2010            | середня спеціальна | позапартійна                      | ВАТ «Строй-інвест», діспечер                            |
| 16                          | Жуков Валерій Іванович           | 01.11.2010            | середня спеціальна | позапартійний                     | тимчасово не працює                                     |

## Населення
Згідно з переписом УРСР 1989 року чисельність наявного населення сільської ради становила 1088 осіб, з яких 490 чоловіків та 598 жінок.
За переписом населення України 2001 року в сільській раді мешкали 1173 особи.

### Мова
Розподіл населення за рідною мовою за даними перепису 2001 року:
| Мова       | Відсоток |
| ---------- | -------- |
| українська | 96,00 %  |
| російська  | 3,66 %   |
| білоруська | 0,17 %   |
| молдовська | 0,09 %   |